# Mark Justice (Schauspieler)
Mark Justice (* 12. Dezember 1983) ist ein US-amerikanischer Schauspieler und Filmproduzent.

## Leben
Justice ist der Sohn von Lori Hawk und Kenneth Justice. Er stammt aus McDermott, Ohio. Er besuchte die Ohio Christian University in Circleville, wo er in den Mannschaften der Fußball, Baseball und Basketball Abteilungen spielte.
Seine erste Filmrolle hatte Justice 1998 in Sorcerers. Es folgten in den nächsten Jahren weitere Besetzungen hauptsächlich in Kurzfilmen und B-Movies. Allerdings wirkte er auch immer wieder in größeren Filmproduktionen wie 2015 in Der Kaufhaus Cop 2 oder 2016 in Jason Bourne mit. 2018 spielte er in den US-amerikanischen Fernsehserien Vice Squad: Dallas und Vice Squad: Chicago die Rolle des Sargent Jacks. Seit 2016 tritt er als Filmproduzent in Erscheinung.

## Filmografie (Auswahl)

### Schauspiel
- 1998: Sorcerers
- 2012: Royal Pains (Fernsehserie, Episode 4x16)
- 2013: Itsy Bitsy Spiders (Kurzfilm)
- 2013: Até que a Sorte nos Separe 2
- 2014: Denk wie ein Mann 2 (Think Like a Man Too)
- 2014: If Only Tonight I Could Sleep (Kurzfilm)
- 2014: Us (Kurzfilm)
- 2014: Physical (Kurzfilm)
- 2014: Finding the Truth
- 2014: Alongside Night
- 2014: #iKllr
- 2014–2015: The Will Edwards Show (Fernsehserie, 3 Episoden, verschiedene Rollen)
- 2015: Der Kaufhaus Cop 2 (Paul Blart: Mall Cop 2)
- 2015: A.K.A. The Surgeon (Kurzfilm)
- 2015: Death in the Desert
- 2015: Searching for Life
- 2015: Mayhem
- 2015: Liv, Out Loud! (Fernsehserie)
- 2015: Jurassic Monster
- 2015: Ame Leve
- 2016: #modernlove (Kurzfilm)
- 2016: Eighth Brahmanium Depository (Kurzfilm)
- 2016: Happy (Kurzfilm)
- 2016: Last Day of School
- 2016: Jason Bourne
- 2016: Mark My Words (Kurzfilm)
- 2016: Atomic Shark
- 2016: Deadline: Crime with Tamron Hall (Fernsehserie, Episode 4x08)
- 2016: BLK & BLU (Kurzfilm)
- 2017: Pool Party Massacre
- 2017: Daywalker: Blade Origins (Fernsehserie, Episode 1x01)
- 2017: The Nightwing (Minisehserie)
- 2017: The Immortal Wars
- 2017: The Juice Bar (Kurzfilm)
- 2017: Simran
- 2017: Friday the 13th: Legacy (Kurzfilm)
- 2017: She Will Be Loved (Kurzfilm)
- 2018: The Dawning (Fernsehserie, Episode 2x02)
- 2018: Sleeping with Scissors (Kurzfilm)
- 2018: She Burns in Hell: Accounts from Chamberlain, Maine (Kurzfilm)
- 2018: A Woman's Nightmare (Fernsehfilm)
- 2018: Driver
- 2018: Pieces and Parts
- 2018: Vice Squad: Dallas (Fernsehserie)
- 2018: Vice Squad: Chicago (Fernsehserie, 3 Episoden)
- 2018: Upper Hand (Kurzfilm)
- 2018: Unwritten
- 2018: Meathook Massacre 4
- 2018: Farewell Las Vegas (Fernsehserie)
- 2018: Axemas 2: Blood Slay (Kurzfilm)
- 2018–2019: Social Girl (Fernsehserie, 2 Episoden)
- 2019: Avenue B (Mini-Fernsehserie)
- 2019: The Val Chronicles (Fernsehserie, Episode 1x01)
- 2019: Joan Le-Femme's Vacation (Kurzfilm)
- 2019: The Immortal Wars: Resurgence
- 2019: Infidelity
- 2019: Art of the Dead
- 2019: Wolverine: Lost Chapters (Fernsehserie)
- 2020: Scare Me
- 2020: 1 Interrogation
- 2020: Frightvision
- 2020: The Wager
- 2020: The Immortal Wars: Rebirth
- 2020: Red Flags (Kurzfilm)
- 2020: Return to Helix Academy
- 2020: The Come Back (Kurzfilm)
- 2020: Idle Girl
- 2021: Mr. Amazing (Kurzfilm)
- 2021: In Blackest Night Out (Kurzfilm)
- 2021: Chuck and Charlie (Kurzfilm)
- 2021: Starlets
- 2022: Mr. Buzzkill
- 2022: Seal of Desire
- 2022: Numbers
- 2022: Wild West Chronicles (Fernsehserie, Episode 2x04)
- 2022: Demon Pit
- 2022: Don’t Fuck in the Woods 2
- 2022: Bridge of the Doomed
- 2022: Bleach
- 2022: Alabama Rose
- 2023: The Weapon
- 2023: Kill Dolly Kill
- 2023: Diamond Heist – Ein Unmöglicher Auftrag (Mojave Diamonds)
- 2023: Murder Syndicate
- 2023: Transmorphers 2: Kriegsbestien-Mech (Transmorphers: Mech Beasts)
- 2023: Murder Motel
- 2023: Supernatural Assassins
- 2023: Bloodthirst
- 2023: The Amazing J. Nicole Untangle Mirror
- 2023: Clown Motel
- 2023: Ruthless
- 2024: Elkhorn (Fernsehserie, Episode 1x03)
- 2024: The Twisters
- 2024: The Immortal Wars: Dekay’s Paradox

### Produktion
- 2015: Sterling Silver (Kurzfilm)
- 2016: Happy (Kurzfilm)
- 2016: Last Day of School
- 2018: Resurgence (Fernsehfilm)
- 2018: Rise of the Catwoman (Fernsehserie, Episode 1x01)
- 2020: The Wager
- 2020: The Come Back (Kurzfilm)
- 2022: Seal of Desire
- 2022: Don’t Fuck in the Woods 2
- 2022: Bleach